# Саманта Гардінг
Саманта Гардінг (англ. Samantha Harding; нар. 31 травня 1994) — канадська плавчиня. Учасниця Чемпіонату світу з водних видів спорту 2015, де в запливах на дистанціях 5 і 10 кілометрів на відкритій воді посіла, відповідно, 19-те і 27-ме місця.